# 메탄올
메탄올(영어: methanol, 독일어: Methanol), 화학식 CH3OH), 메틸알코올, 목정(木精)은 가장 간단한 알코올 화합물로 무색의 휘발성, 가연성, 유독성 액체이다. 메탄올은 극성 분자이고, 수소 결합을 한다.
메탄올은 혐기성 생물의 대사 과정에서 자연적으로 만들어지기도 한다. 조금 마시면 눈이 멀고, 많이 마시면 사망에 이르는 경우도 있다.

## 제법
천연가스 또는 코크스로 가스 중의 메탄을 산소, 수증기와 함께 일산화탄소와 수소로 구성된 합성가스로 만든 후, 이것을 다시 촉매에서 반응시켜 메탄올로 만든다. 일반적인 용도는 포르말린 제조에 주로 사용되며 각종 에스테르류와 할로겐화물 외에 아세트산의 제조에도 쓰인다.

## 혈구염색과 메탄올
혈구들을 살아 있는 상태로 유지하기 위해서 혈구 관찰 시 슬라이드 글라스에 메틸알코올을 가하는데, 이것을 고정이라고 하며, 특히 백혈구의 고정에 용이하다.

## 메탄올과 에탄올
에탄올과 메탄올은 알코올이라는 같은 부류의 물질이며, 성질이 비슷하다. 단지, 메탄올이 에탄올에 비해 탄소와 수소를 적게 포함하고 있기 때문에 메탄올의 끓는점이 에탄올보다 낮다. 따라서, 물과 메탄올이 섞여 있는 혼합물의 분리도 분별 증류를 이용하면 된다. 메탄올은 약 64 °C에서 그래프가 일정해지면서 메탄올이 먼저 나오며, 100 °C에서 물이 끓어 나오게 된다. 반면, 물과 에탄올의 분리에서는 에탄올이 약 78 °C 정도에서 끓어 나오며, 물은 100 °C에서 끓어 나온다. 메탄올의 연소 반응은 다음과 같다.
2CH3OH (l) + 3O2 (g) → 2CO2(g) + 4H2O (l)
또한 메탄올은 인체 내에 흡수 시, 간에서 폼알데하이드라는 물질로 변환되어 인체에 치명적인 반면, 에탄올은 인체 내에 흡수되어 아세트알데하이드라는 독성이 상대적으로 적은 물질로 변화하여 음용이 가능하다. 에탄올은 술의 기본적인 원료로 쓰인다. 반면 메탄올은 알코올 램프 연료 및 화공 약품, 용제로 주로 쓰인다.

## 독성
메탄올은 인체 내에 흡수 시, 폼알데하이드라는 물질로 변환되어 인체에 치명적이다.
사망에 이를 수 있으며, 실명 구토 어지러움 등의 증상이 나타난다. 
WHO 필수 의약품 목록에 있는 포메피졸(en:Fomepizole)이라는 해독제가 있다.
만일 실수로 메탄올을 섭취했고 포메피졸을 구할 수 없는 경우 응급 처치로 다량의 에탄올을 투여하면 된다. 즉, 술을 약간 마시면 된다. 그 이유는 에탄올과 메탄올이 신체 내부로 동시에 유입되면 에탄올이 먼저 분해되며 섭취된 메탄올은 에탄올이 분해될 때까지 분해되지 않고 유지되다가 그대로 노폐물이 되어 신체 외부로 배출되기 때문이다.

## 용도
- 전자제품 칩 제조 및 식각에 이용된다.
- 폐수처리에 이용된다.
- 바이오디젤 생산에 이용된다.
- 석유, 화학, 식품공업에 이용된다.

## 같이 보기
- 아미노메탄올